# طلال منصور
طلال منصور هو منافس ألعاب قوى قطري، ولد في 8 مايو 1964.

## وصلات خارجية
- طلال منصور على موقع الاتحاد الدولي لألعاب القوى (الإنجليزية)
- طلال منصور على موقع أوليمبيديا (الإنجليزية)